# Gordon Sherwin Knight
Gordon Sherwin Knight, britanski general, * 1897, † 1972.